# Платон Троєпольський
Єпископ Платон (в миру Павло Троєпольський; 1818 — 8 (20) жовтня 1876) — єпископ Російської православної церкви, єпископ Катеринославський.

## Біографія
Павло Троєпольський народився 1818 (іноді вказують — 1820) у Москві в сім'ї причетника.
З 1834 навчався у Московській духовній семінарії. У 1840 вступив до Московської духовної академії. 1844 закінчив курс духовної академії. У 1845 удостоєний звання магістра богослов'я.
Свою педагогічну діяльність він розпочав 30 вересня 1844, вступивши до Кам'янця-Подільської духовної семінарії викладачем фізико-математичних наук; там він виконував і обов'язки секретаря Правління, був членом-ревізором підвідомчих Семінарії духовних училищ та викладав німецьку мову.
31 березня 1851 пострижений у чернецтво, 3 квітня висвячений на ієродиякона і 8 квітня — на ієромонаха. 11 квітня призначений учителем Київської духовної семінарії.
31 січня 1853 призначений інспектором Полтавської духовної семінарії, а 30 листопада того ж року переведений до Харківської духовної семінарії.
Як інспектор, він намагався ближче стояти до інтересів учнів, збуджував їхню цікавість, давав їм зі своєї власної бібліотеки книги для читання і сам часто розмовляв з ними.
14 листопада 1854 зведений у сан архімандрита Старо-Харківського Преображенського монастиря, був благочинним монастирів та цензором проповідей.
18 липня 1857 призначений ректором Володимирської духовної семінарії та настоятелем Переяславського Троїцького Данилова монастиря. У цей же період був членом духовної консисторії, членом будівельного комітету та цензором.
21 березня 1860 переміщений ректором Санкт-Петербурзької духовної семінарії. У Санкт-Петербурзі був серед передових духовних діячів — був членом консисторія, редактором семінарського журналу «Духовна бесіда», членом комітету історико-статистичного опису церков і монастирів Санкт-Петербурга та ін.
27 листопада 1864 призначений, 13 грудня хіротонізований на єпископа Катеринославського і Таганрозького .
У Катеринославі його стараннями було збудовано нову духовну семінарію, покращено побут викладачів духовно-навчальних закладів. Він оживив діяльність єпархіального духовенства, старанно підтримував мир та спокій серед священнослужителів.
21 серпня 1868 переміщений єпископом Томським і Семипалатинським.
У Томській єпархії преосвященний Платон основну увагу, як і раніше, надавав духовно-навчальним закладам єпархії та покращенню побуту духовенства.
Ставлення єпископа Платона до старообрядців було гуманне. Він не переслідував їх суворостями, а лише стежив, щоб вони не займалися пропагандою серед православних.
Преосвященний Платон був архіпастирем милостивим, поблажливим, ввічливим, негордовитим та доступним для всіх. Хоча весь час його здоров'я було слабке, але він до кінця не залишав своїх занять.
Платон Троєпольський помер 8 жовтня 1876.

## Твори
- «Православное нравственное богословие», М. 1854 г., выдержало несколько изданий и служило некоторое время учебником в Духовных Семинариях;
- «Сказание о явлении и чудесах чудотворной Макарьевской иконы Божьей Матери Одигитрии, с присовокуплением сказания об обретении и чудесах её» (извлечено из рукописи, хранящейся в Макарьевской обители), СПб. 1863 г.